# LMC-N70
LMC-N70 (również DEM L-301, Henize 70) – obszar H II, znajdujący się w Wielkim Obłoku Magellana, obserwowany w kierunku konstelacji Złotej Ryby w odległości około 160 000 lat świetlnych.